# Tim Masthay
Timothy James Masthay (Pittsburgh, 16 marzo 1987) è un giocatore di football americano statunitense che gioca nel ruolo di punter per i Green Bay Packers della National Football League (NFL). Fu firmato dagli Indianapolis Colts dopo non essere stato selezionato nel Draft NFL 2009. Al college ha giocato a football a Kentucky.

## Carriera professionistica

### Indianapolis Colts
Masthay firmò con gli Indianapolis Colts come free agent non scelto nel Draft NFL 2009 il 1º maggio 2009. Fu tagliato il 10 agosto 2009.

### Green Bay Packers
Masthay si unì ai i Green Bay Packers con un accordo annunciato dal general manager Ted Thompson il 15 gennaio 2010.
Il 3 novembre 2010, fu nominato miglior giocatore degli special team della settimana della NFC.
Durante la stagione NFL 2011, Masthay stabilì il nuovo record di franchigia dei Green Bay Packers per yard medie totali e nette guadagnate su punt con 45,6 e 38,6 yard rispettivamente.
Il 13 settembre 2012, nella seconda gara della stagione contro gli storici rivali dei Chicago Bears, Tim mise a segno uno spettacolare passaggio da touchdown da 27 yard per Tom Crabtree dopo un finto tentativo di field goal.

## Vittorie e premi

### Franchigia
- Super Bowl : 1

Green Bay Packers: Super Bowl XLV
- National Football Conference Championship: 1

Green Bay Packers: 2010

### Individuale
- Giocatore degli special team della NFC della settimana: 2

## Statistiche
| Partite totali                | 32  |
| Partite totali da titolare    | 0   |
| Punt fatti                    | 126 |
| Punt nelle 20 yard avversarie | 48  |